# Gamecock Media Group
A Gamecock Media Group foi uma publicadora de jogos eletrônicos estadunidense sediada em Austin, Texas. Foi fundada em fevereiro de 2007 por Mike Wilson, Harry Miller e Rick Stults, fundadores e ex-executivos da Gathering of Developers. A empresa foi adquirida pela SouthPeak Games em outubro de 2008 e fechada logo depois.

## História

### Fundação
A Gamecock Media Group foi fundada por Mike Wilson, Harry Miller e Rick Stults. Os três haviam anteriormente cofundado a Gathering of Developers em 1998, onde serviram como diretor executivo, presidente, e diretor financeiro, respectivamente. A existência da Gamecock foi anunciada em 12 de fevereiro de 2007, e coincidiu com o anúncio dos cinco primeiros jogos a serem lançados sob a marca – Fury da Auran, Insecticide da Crackpot Entertainment, Mushroom Men da Red Fly Studio, Hail to the Chimp da Wideload Games e Hero da Firefly Studios.
A Gamecock usava uma abordagem mais relaxada, permitindo que os desenvolvedores tivessem liberdade criativa com seu trabalho, também permitindo que mantivessem suas propriedades intelectuais. Wilson foi indicado como diretor executivo da empresa.

### Polêmica no Spike Video Game Awards 2007
Durante o Spike Video Game Awards de 2007 em Las Vegas, quando Ken Levine estava prestes a subir no palco para um discurso de aceitação para o prêmio de Jogo do Ano por BioShock, funcionários da Gamecock correram para o palco com capas e chapéus de galo, usando o microfone para autopromoção. Com a interrupção, Levine não pôde falar antes de ser levado para fora do palco. O diretor executivo da Gamecock, Mike Wilson, mais tarde se desculpou.

### Aquisição e dissolução
Em 14 de outubro de 2008, a Gamecock foi adquirida pela SouthPeak Games. Consequentemente, as operações da Gamecock em Austin foram encerradas, com todas as propriedades e jogos por lançar sendo transferidos para a SouthPeak, e a marca Gamecock sendo aposentada.

## Jogos publicados
| Ano  | Título                       | Plataforma(s)                    | Desenvolvedora                         | Ref.          |
| ---- | ---------------------------- | -------------------------------- | -------------------------------------- | ------------- |
| 2007 | Fury                         | Microsoft Windows                | Auran                                  | [ 13 ] [ 14 ] |
| 2007 | Dementium: The Ward          | Nintendo DS                      | Renegade Kid                           | [ 15 ]        |
| 2008 | Insecticide                  | Windows, Nintendo DS             | Crackpot Entertainment / Creat Studios | [ 16 ] [ 17 ] |
| 2008 | Stronghold Crusader Extreme  | Microsoft Windows                | Firefly Studios                        | [ 18 ]        |
| 2008 | Hail to the Chimp            | PlayStation 3, Xbox 360          | Wideload Games                         | [ 19 ]        |
| 2008 | Pirates vs. Ninjas Dodgeball | Xbox 360                         | Blazing Lizard                         | [ 20 ] [ 21 ] |
| 2008 | Legendary                    | Windows, PlayStation 3, Xbox 360 | Spark Unlimited                        | [ 22 ]        |
| 2008 | Mushroom Men                 | Nintendo DS, Wii                 | Red Fly Studio                         | [ 23 ] [ 24 ] |